# Grand Prix Włoch 2009

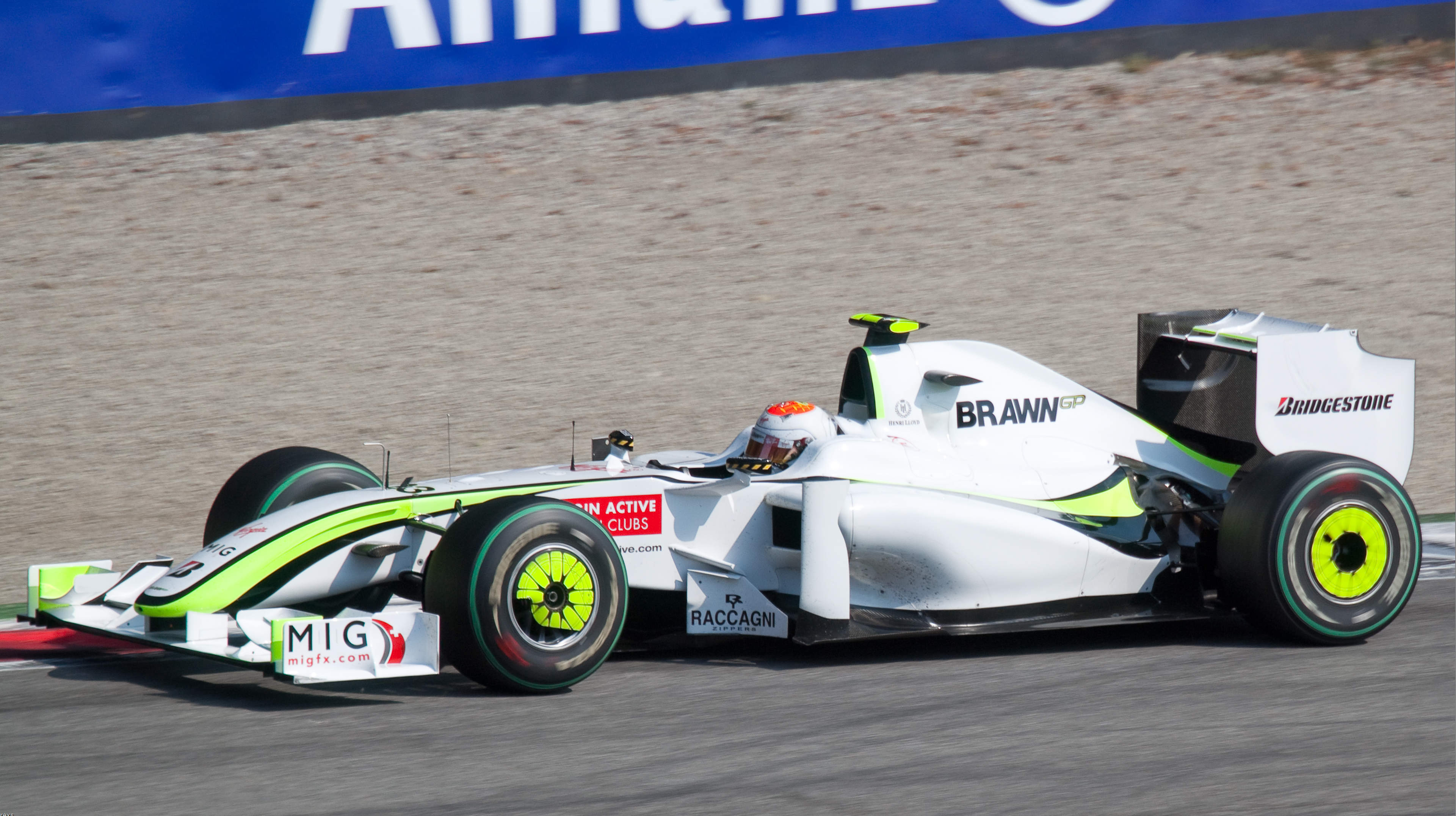
Rubens Barrichello podczas Grand Prix Włoch 2009

Wyniki Grand Prix Włoch, trzynastej rundy Mistrzostw Świata Formuły 1 w sezonie 2009. Wyścig rozgrywany jest w Monzy pod Mediolanem.

## Wyniki

### Sesje treningowe
| Sesja | Nr | Kierowca       | Konstruktor          | Czas     | Okr. |
| ----- | -- | -------------- | -------------------- | -------- | ---- |
| 1     | 1  | Lewis Hamilton | McLaren-Mercedes     | 1:23.936 | 26   |
| 2     | 20 | Adrian Sutil   | Force India-Mercedes | 1:23.924 | 28   |
| 3     | 20 | Adrian Sutil   | Force India-Mercedes | 1:23.336 | 21   |

### Kwalifikacje
| 1 | 1 | Lewis Hamilton       | McLaren-Mercedes     | 1:23.375 | 1:22.973 | 1:24.066 |
| 2 | 20 | Adrian Sutil         | Force India-Mercedes | 1:23.576 | 1:23.070 | 1:24.261 |
| 3 | 4 | Kimi Räikkönen       | Ferrari              | 1:23.349 | 1:23.426 | 1:24.523 |
| 4 | 2 | Heikki Kovalainen    | McLaren-Mercedes     | 1:23.515 | 1:23.528 | 1:24.845 |
| 5 | 23 | Rubens Barrichello   | Brawn-Mercedes       | 1:23.483 | 1:22.976 | 1:25.015 |
| 6 | 22 | Jenson Button        | Brawn-Mercedes       | 1:23.403 | 1:22.955 | 1:25.030 |
| 7 | 21 | Vitantonio Liuzzi    | Force India-Mercedes | 1:23.578 | 1:23.207 | 1:25.043 |
| 8 | 7 | Fernando Alonso      | Renault              | 1:23.708 | 1:23.497 | 1:25.072 |
| 9 | 15 | Sebastian Vettel     | Red Bull-Renault     | 1:23.558 | 1:23.545 | 1:25.180 |
| 10 | 14 | Mark Webber          | Red Bull-Renault     | 1:23.755 | 1:23.273 | 1:25.314 |
| 11 | 9 | Jarno Trulli         | Toyota               | 1:24.014 | 1:23.611 | -        |
| 12 | 8 | Romain Grosjean      | Renault              | 1:23.975 | 1:23.728 | -        |
| 13 | 5 | Robert Kubica        | BMW Sauber           | 1:24.001 | 1:23.866 | -        |
| 14 | 3 | Giancarlo Fisichella | Ferrari              | 1:23.828 | 1:23.901 | -        |
| 15 | 6 | Nick Heidfeld        | BMW Sauber           | 1:23.584 | 1:24.275 | -        |
| 16 | 10 | Timo Glock           | Toyota               | 1:24.036 | -        | -        |
| 17 | 17 | Kazuki Nakajima      | Williams-Toyota      | 1:24.074 | -        | -        |
| 18 | 16 | Nico Rosberg         | Williams-Toyota      | 1:24.121 | -        | -        |
| 19 | 12 | Sébastien Buemi      | Toro Rosso-Ferrari   | 1:24.220 | -        | -        |
| 20 | 11 | Jaime Alguersuari    | Toro Rosso-Ferrari   | 1:24.951 | -        | -        |
| Poz. | Nr | Kierowca             | Konstruktor          | Q1       | Q2       | Q3       |
| \| Legenda \| Legenda \| \| ---------------- \| -------------------------------------------------------------------------------------------------------------------------------------------------------------------------------------------------------- \| \| Poz. Nr Q1 Q2 Q3 \| Pozycja zajęta w sesji kwalifikacyjnej Numer startowy kierowcy Wynik uzyskany w pierwszej części kwalifikacji Wynik uzyskany w drugiej części kwalifikacji Wynik uzyskany w trzeciej części kwalifikacji \| | |                      |                      |          |          |          |
| Legenda | |                      |                      |          |          |          |
| Poz. Nr Q1 Q2 Q3 | Pozycja zajęta w sesji kwalifikacyjnej Numer startowy kierowcy Wynik uzyskany w pierwszej części kwalifikacji Wynik uzyskany w drugiej części kwalifikacji Wynik uzyskany w trzeciej części kwalifikacji |                      |                      |          |          |          |

### Wyścig
| P                 | + / –     | Nr | Kierowca             | Konstruktor          | Okr. | Czas / Strata | Komentarz                  |
| ----------------- | --------- | -- | -------------------- | -------------------- | ---- | ------------- | -------------------------- |
| 1                 | 4         | 23 | Rubens Barrichello   | Brawn-Mercedes       | 53   | 1h16:21.706   |                            |
| 2                 | 4         | 22 | Jenson Button        | Brawn-Mercedes       | 53   | +0:02.866     |                            |
| 3                 | Bez zmian | 4  | Kimi Räikkönen       | Ferrari              | 53   | +0:30.664     |                            |
| 4                 | 2         | 20 | Adrian Sutil         | Force India-Mercedes | 53   | +0:31.131     |                            |
| 5                 | 3         | 7  | Fernando Alonso      | Renault              | 53   | +0:59.182     |                            |
| 6                 | 2         | 2  | Heikki Kovalainen    | McLaren-Mercedes     | 53   | +1:00.693     |                            |
| 7                 | 8         | 6  | Nick Heidfeld        | BMW Sauber           | 53   | +1:22.412     |                            |
| 8                 | 1         | 15 | Sebastian Vettel     | Red Bull-Renault     | 53   | +1:25.427     |                            |
| 9                 | 5         | 3  | Giancarlo Fisichella | Ferrari              | 53   | +1:26.856     |                            |
| 10                | 7         | 17 | Kazuki Nakajima      | Williams-Toyota      | 53   | +2:42.163     |                            |
| 11                | 5         | 10 | Timo Glock           | Toyota               | 53   | +2:43.925     |                            |
| 12                | 11        | 1  | Lewis Hamilton       | McLaren-Mercedes     | 52   | +1 okr.       | wypadek                    |
| 13                | 6         | 12 | Sébastien Buemi      | Toro Rosso-Ferrari   | 52   | +1 okr.       |                            |
| 14                | 3         | 9  | Jarno Trulli         | Toyota               | 52   | +1 okr.       |                            |
| 15                | 3         | 8  | Romain Grosjean      | Renault              | 52   | +1 okr.       |                            |
| 16                | 2         | 16 | Nico Rosberg         | Williams-Toyota      | 51   | +2 okr.       |                            |
| Niesklasyfikowani |           |    |                      |                      |      |               |                            |
|                   |           | 21 | Vitantonio Liuzzi    | Force India-Mercedes | 22   |               | układ przeniesienia napędu |
|                   |           | 11 | Jaime Alguersuari    | Toro Rosso-Ferrari   | 19   |               | skrzynia biegów            |
|                   |           | 5  | Robert Kubica        | BMW Sauber           | 15   |               | wyciek oleju               |
|                   |           | 14 | Mark Webber          | Red Bull-Renault     | 0    |               | kolizja z Kubicą           |
| P                 | + / –     | Nr | Kierowca             | Konstruktor          | Okr. | Czas / Strata | Komentarz                  |

### Najszybsze okrążenie
| Nr | Kierowca     | Konstruktor          | Czas     | Okr. |
| -- | ------------ | -------------------- | -------- | ---- |
| 20 | Adrian Sutil | Force India-Mercedes | 1:24.739 | 36   |

## Lista startowa
| Nr | Kierowca             | Zespół                       | Samochód          | Silnik               | Opony |
| -- | -------------------- | ---------------------------- | ----------------- | -------------------- | ----- |
| 1  | Lewis Hamilton       | Vodafone McLaren Mercedes    | McLaren MP4-24    | Mercedes-Benz FO108W | B     |
| 2  | Heikki Kovalainen    | Vodafone McLaren Mercedes    | McLaren MP4-24    | Mercedes-Benz FO108W | B     |
| 3  | Giancarlo Fisichella | Scuderia Marlboro Ferrari    | Ferrari F60       | Ferrari 056          | B     |
| 4  | Kimi Räikkönen       | Scuderia Marlboro Ferrari    | Ferrari F60       | Ferrari 056          | B     |
| 5  | Robert Kubica        | BMW Sauber F1 Team           | BMW F1.09         | BMW P86/9            | B     |
| 6  | Nick Heidfeld        | BMW Sauber F1 Team           | BMW F1.09         | BMW P86/9            | B     |
| 7  | Fernando Alonso      | ING Renault F1 Team          | Renault R29       | Renault RS27-2009    | B     |
| 8  | Romain Grosjean      | ING Renault F1 Team          | Renault R29       | Renault RS27-2009    | B     |
| 9  | Jarno Trulli         | Panasonic Toyota Racing      | Toyota TF109      | Toyota RVX-09        | B     |
| 10 | Timo Glock           | Panasonic Toyota Racing      | Toyota TF109      | Toyota RVX-09        | B     |
| 11 | Jaime Alguersuari    | Scuderia Toro Rosso          | Toro Rosso STR04  | Ferrari 056          | B     |
| 12 | Sébastien Buemi      | Scuderia Toro Rosso          | Toro Rosso STR04  | Ferrari 056          | B     |
| 14 | Mark Webber          | Red Bull Racing              | Red Bull RB5      | Renault RS27-2009    | B     |
| 15 | Sebastian Vettel     | Red Bull Racing              | Red Bull RB5      | Renault RS27-2009    | B     |
| 16 | Nico Rosberg         | AT&T WilliamsF1 Team         | Williams FW31     | Toyota RVX-09        | B     |
| 17 | Kazuki Nakajima      | AT&T WilliamsF1 Team         | Williams FW31     | Toyota RVX-09        | B     |
| 20 | Adrian Sutil         | Force India Formula One Team | Force India VJM02 | Mercedes-Benz FO108W | B     |
| 21 | Vitantonio Liuzzi    | Force India Formula One Team | Force India VJM02 | Mercedes-Benz FO108W | B     |
| 22 | Jenson Button        | Brawn GP Formula One Team    | Brawn BGP 001     | Mercedes-Benz FO108W | B     |
| 23 | Rubens Barrichello   | Brawn GP Formula One Team    | Brawn BGP 001     | Mercedes-Benz FO108W | B     |
| Nr | Kierowca             | Zespół                       | Samochód          | Silnik               | Opony |

## Klasyfikacja po wyścigu

### Kierowcy
| P                 | +/− | Kierowca             | Starty | Punkty | P1 | P2 | P3 | PP | NO | NS |
| ----------------- | --- | -------------------- | ------ | ------ | -- | -- | -- | -- | -- | -- |
| 1                 | 0   | Jenson Button        | 13     | 80     | 6  | 1  | 1  | 4  | 2  | 1  |
| 2                 | 0   | Rubens Barrichello   | 13     | 66     | 2  | 3  | 1  | -  | 2  | 1  |
| 3                 | 0   | Sebastian Vettel     | 13     | 54     | 2  | 2  | 2  | 3  | 2  | 3  |
| 4                 | 0   | Mark Webber          | 13     | 51,5   | 1  | 3  | 2  | 1  | 1  | 1  |
| 5                 | 0   | Kimi Räikkönen       | 13     | 40     | 1  | 1  | 3  | -  | -  | 2  |
| 6                 | 0   | Nico Rosberg         | 13     | 30,5   | -  | -  | -  | -  | 1  | -  |
| 7                 | 0   | Lewis Hamilton       | 13     | 27     | 1  | 1  | -  | 2  | -  | 1  |
| 8                 | 0   | Jarno Trulli         | 13     | 22,5   | -  | -  | 2  | 1  | 1  | 3  |
| 9                 | 0   | Felipe Massa         | 9      | 22     | -  | -  | 1  | -  | 1  | 2  |
| 10                | 0   | Heikki Kovalainen    | 13     | 20     | -  | -  | -  | -  | -  | 5  |
| 11                | +1  | Fernando Alonso      | 13     | 20     | -  | -  | -  | 1  | 1  | 2  |
| 12                | −1  | Timo Glock           | 13     | 16     | -  | -  | 1  | -  | 1  | -  |
| 13                | 0   | Nick Heidfeld        | 13     | 12     | -  | 1  | -  | -  | -  | -  |
| 14                | 0   | Giancarlo Fisichella | 13     | 8      | -  | 1  | -  | 1  | -  | 1  |
| 15                | 0   | Robert Kubica        | 13     | 8      | -  | -  | -  | -  | -  | 3  |
| 16                | +2  | Adrian Sutil         | 13     | 5      | -  | -  | -  | -  | 1  | 2  |
| 17                | −1  | Sébastien Buemi      | 13     | 3      | -  | -  | -  | -  | -  | 3  |
| 18                | −1  | Sébastien Bourdais   | 9      | 2      | -  | -  | -  | -  | -  | 3  |
| 19                | 0   | Kazuki Nakajima      | 13     | -      | -  | -  | -  | -  | -  | 3  |
| 20                | 0   | Nelson Piquet Jr     | 10     | -      | -  | -  | -  | -  | -  | 2  |
| 21                | 0   | Luca Badoer          | 2      | -      | -  | -  | -  | -  | -  | -  |
| 22                | +1  | Romain Grosjean      | 3      | -      | -  | -  | -  | -  | -  | 1  |
| 23                | −1  | Jaime Alguersuari    | 4      | -      | -  | -  | -  | -  | -  | 2  |
| Niesklasyfikowani |     |                      |        |        |    |    |    |    |    |    |
| -                 |     | Vitantonio Liuzzi    | 1      | -      | -  | -  | -  | -  | -  | 1  |
| P                 | +/− | Kierowca             | Starty | Punkty | P1 | P2 | P3 | PP | NO | NS |

### Konstruktorzy
| P  | +/− | Konstruktor          | Starty | Punkty | P1 | P2 | P3 | PP | NO | NS |
| -- | --- | -------------------- | ------ | ------ | -- | -- | -- | -- | -- | -- |
| 1  | 0   | Brawn-Mercedes       | 26     | 146    | 8  | 4  | 2  | 4  | 4  | 2  |
| 2  | 0   | Red Bull-Renault     | 26     | 105,5  | 3  | 5  | 4  | 4  | 3  | 4  |
| 3  | 0   | Ferrari              | 25     | 62     | 1  | 1  | 4  | -  | 1  | 4  |
| 4  | 0   | McLaren-Mercedes     | 26     | 47     | 1  | 1  | -  | 2  | -  | 6  |
| 5  | 0   | Toyota               | 26     | 38,5   | -  | -  | 3  | 1  | 2  | 3  |
| 6  | 0   | Williams-Toyota      | 26     | 30,5   | -  | -  | -  | -  | 1  | 3  |
| 7  | 0   | BMW Sauber           | 26     | 20     | -  | 1  | -  | -  | -  | 3  |
| 8  | 0   | Renault              | 26     | 20     | -  | -  | -  | 1  | 1  | 5  |
| 9  | 0   | Force India-Mercedes | 26     | 13     | -  | 1  | -  | 1  | 1  | 4  |
| 10 | 0   | Toro Rosso-Ferrari   | 26     | 5      | -  | -  | -  | -  | -  | 8  |
| P  | +/− | Konstruktor          | Starty | Punkty | P1 | P2 | P3 | PP | NO | NS |

## Prowadzenie w wyścigu
| Nr                              | Kierowca           | Okrążenia    | Suma |
| ------------------------------- | ------------------ | ------------ | ---- |
| 23                              | Rubens Barrichello | 20-29, 38-53 | 26   |
| 1                               | Lewis Hamilton     | 1-15, 30-34  | 20   |
| 4                               | Kimi Räikkönen     | 16-19, 35-37 | 7    |
| \| Wykres \| \| ------ \| \| \| |                    |              |      |
| Wykres                          |                    |              |      |
|                                 |                    |              |      |